# Cattedrale di Nikortsminda
La cattedrale di Nikortsminda (in georgiano ნიკორწმინდის ტაძარი?) è una cattedrale ortodossa sita nella regione storica di Rach'a, in Georgia. Dedicata a San Nicola, la chiesa ha sede nel piccolo villaggio di Nikortsminda, a circa 14 chilometri di distanza da Ambrolauri, capoluogo della regione di Rach'a-Lechkhumi e Kvemo Svaneti. Nel 2007 è stata inserita tra i siti georgiani candidati all'ingresso nella lista dei patrimoni dell'umanità dell'UNESCO.

## Storia e descrizione
Dall'epigrafe posta nei pressi dell'ingresso ovest si deduce che la cattedrale fu costruita tra il 1010 ed il 1014, durante il regno di Bagrat III. Le cappelle furono aggiunte in seguito, ma pur sempre nel corso dell'XI secolo. La struttura fu restaura nel 1634 sotto l'impulso del re Bagrat III d'Imerezia. Una torre campanaria a tre piani fu costruita in prossimità della cattedrale nella seconda metà del XIX secolo.
Gli affreschi che arricchiscono l'interno della chiesa risalgono al XVI e XVII secolo. Le decorazioni esteriori ed interiori della cattedrale sono tra le più preziose dell'architettura ecclesiastica georgiana, in ragione della varietà stilistica che le caratterizza e della ricchezza di motivi. Si trovano arcate cieche, sculture varie e bassorilievi raffiguranti temi quali la Trasfigurazione di Gesù, il Giudizio universale e l'Esaltazione della Santa Croce, nonché figure di santi ed anche di animali mitologici. La cupola totalmente affrescata possiede dodici finestre decorate da architravi ornamentati.

## Galleria d'immagini

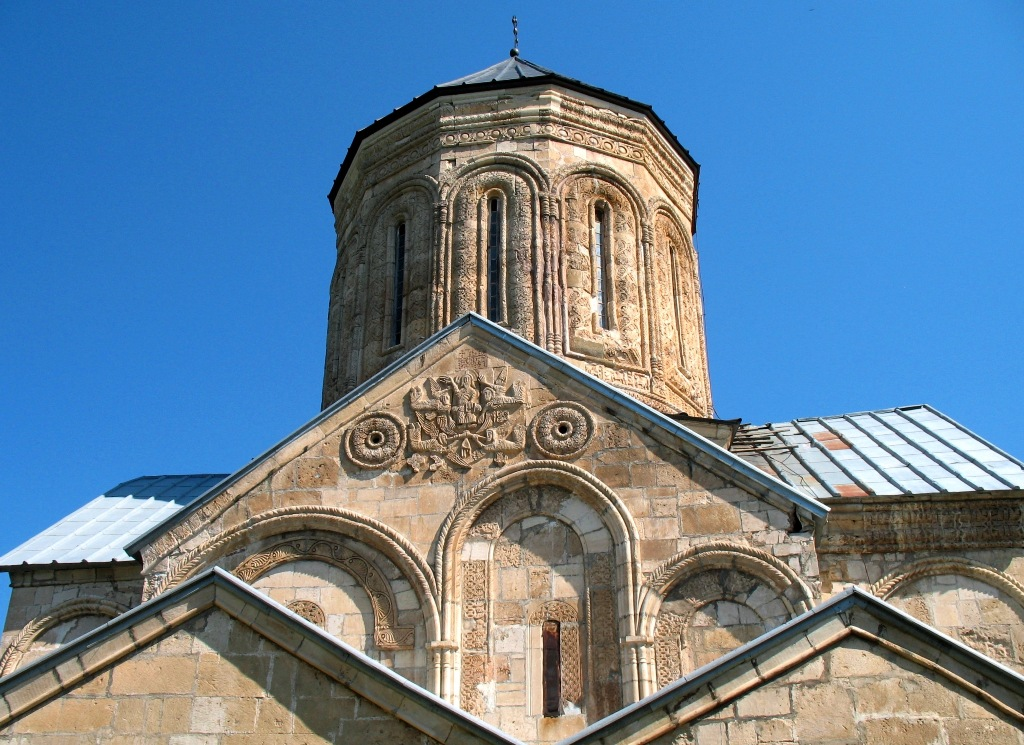
Rilievi della facciata
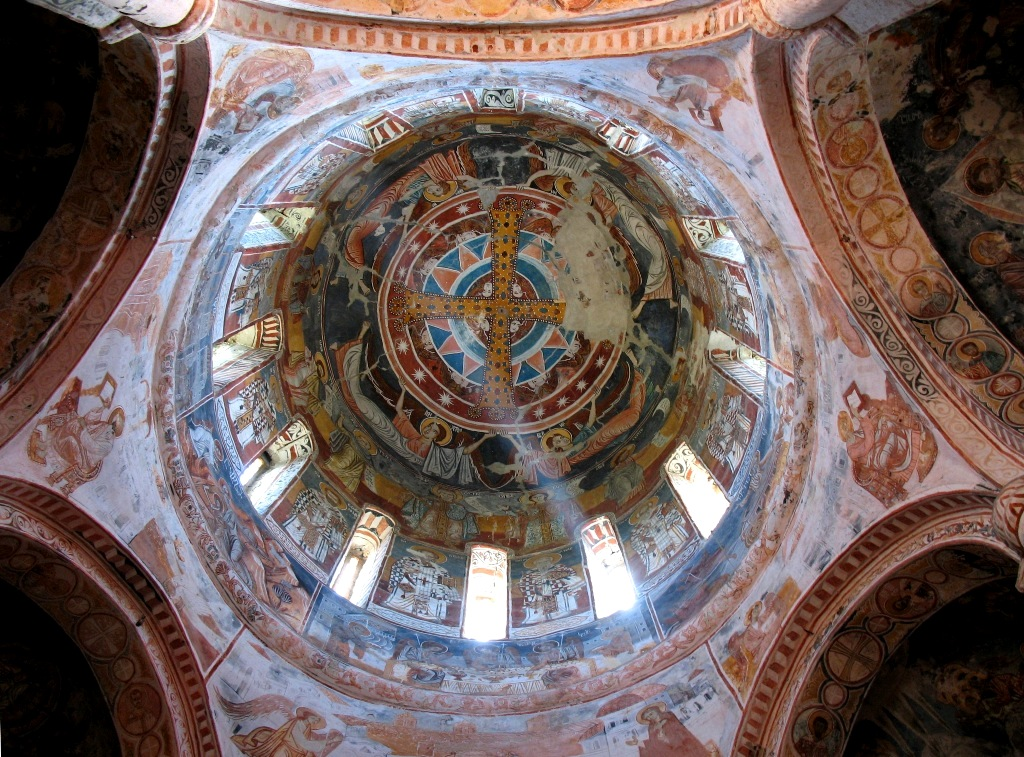
Cupola affrescata
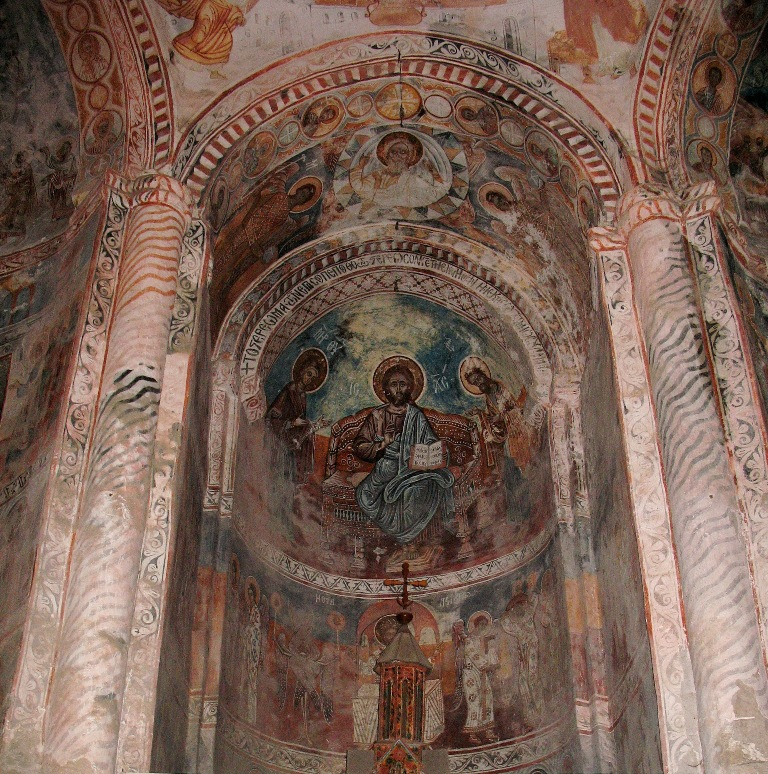
Affresco del Cristo Pantocratore
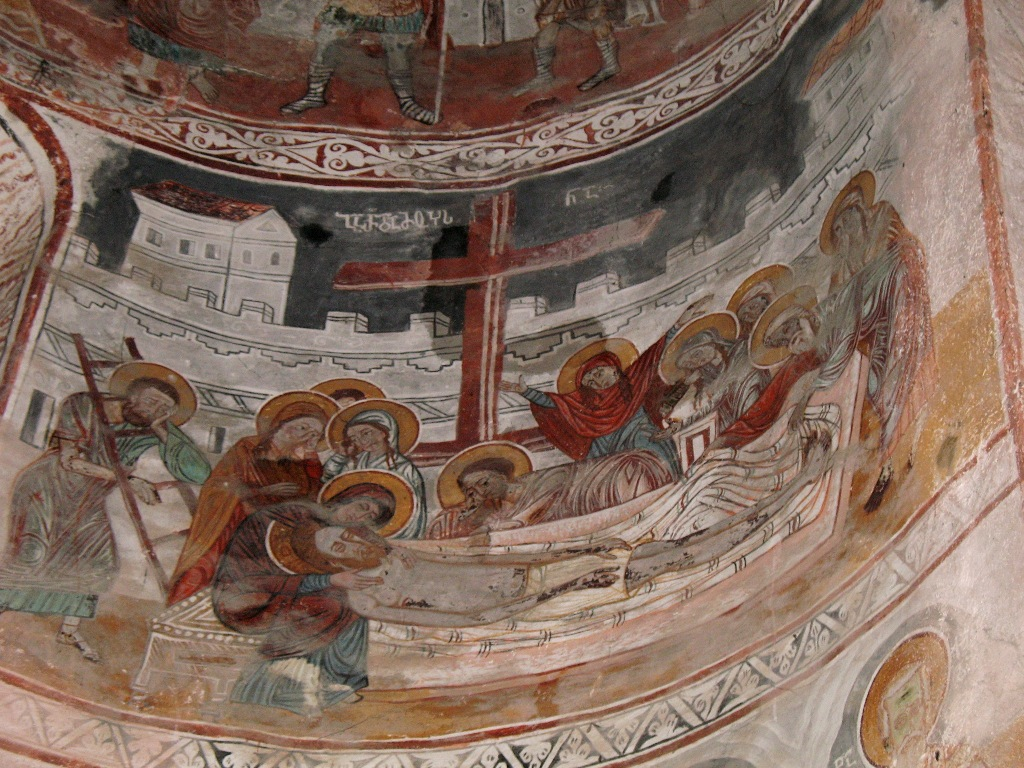
Affresco della Deposizione